# 馬懐素
馬 懐素（ば かいそ、659年 - 718年）は、唐代の官僚・学者。字は惟白。本貫は潤州丹徒県。

## 経歴
江都に寓居し、若くして李善に師事した。家は貧しく灯火がなかったため、昼に木こりをして、夜に燃やして読書した。広く経書や史書を通覧して、文章を作るのを得意とした。進士に及第し、さらに制挙に応じ、文学優贍科に登第して、郿県県尉に任じられた。四度異動して左台監察御史となった。
長安3年（703年）、御史大夫の魏元忠が張易之に憎まれて、嶺南に配流されることになり、太子僕の崔貞慎や東宮率の独孤禕が郊外で餞別した。張易之は怒り、崔貞慎らが魏元忠と共謀したと誣告させた。武則天が懐素に命じて審問させ、宦官の使者を派遣して立件するよう促した。懐素は公正に扱って崔貞慎らの罪を問わなかった。武則天に詰問されたが、崔貞慎らは魏元忠を送っただけで、責めるべき罪がないことを上奏すると、武則天は了解し、崔貞慎らは赦免された。長安4年（704年）、兵部侍郎の李迥秀が張易之の権勢をたのんで、賄賂を受け取っていたため、懐素はこれを弾劾する上奏をおこなった。このため李迥秀は宰相から罷免された。懐素は礼部員外郎に転じ、源乾曜・盧懐慎・李傑らとともに十道の黜陟使をつとめた。懐素の人事は公平で、当時に称賛された。懐素は長安に帰ると、考功員外郎となった。ときに貴族による請託が横行していたが、懐素は権貴におもねることなく、公平に取り立てたので、中書舎人に抜擢された。開元初年、戸部侍郎となり、銀青光禄大夫の位を加えられ、常山県公に封じられた。三度異動して秘書監となり、昭文館学士を兼ねた。
懐素は官にあっても学問に励み、手から書物を手放さなかった。恭謙謹慎な態度で、玄宗に深く礼遇され、褚無量とともに侍読となった。当時秘書省の典籍に欠落が多かったことから、懐素は南朝斉の王倹の『七志』に続く図書目録を編纂するよう上疏した。玄宗は国子博士の尹知章らを召し出して、編纂にあたらせた。開元6年（718年）7月己未、懐素は死去した。享年は60。潤州刺史の位を追贈された。諡は文といった。

## 伝記資料
- 『旧唐書』巻102 列伝第52
- 『新唐書』巻199 列伝第124